# Tomandshånd
Tomandshånd er et studiealbum af de to danske sangere og sangskrivere Poul Krebs og Michael Falch under navnet KrebsFalch. Albummet udkom den 13. november 2015 på Universal Music. Krebs og Falch har kendt hinanden siden 1980'erne og samarbejdede første gang i 1995 (sammen med Steffen Brandt på turnéen De tre tenorer). Ifølge Poul Krebs opstod venskabet på baggrund af deres musik: "Jeg holdt meget af den musik, Michael havde lavet, og han kunne godt lide min. Så på den måde var det sangene, der bragte os sammen". Siden har de gæstet hinandens koncerter, og været på fælles akustiske turnéer som duo. Om albummet har Poul Krebs udtalt: "Gennem de sidste 10 år har vi løbende talt om hvornår vi skulle lave noget sammen, sådan rigtigt, både på scenen og i studiet (...) Vi har jo efterhånden lært, at man ikke skal gemme noget til en bedre lejlighed, hvis den lejlighed er nu, og det endelig kan lade sig gøre".
Tomandshånd var det 11. bedst sælgende album i Danmark i 2015. I januar 2016 modtog albummet platin for 20.000 solgte eksemplarer.

## Spor
| #   | Titel                                | Tekst        | Musik                              | Længde |
| --- | ------------------------------------ | ------------ | ---------------------------------- | ------ |
| 1.  | "Ironisk nok"                        | Falch        | Michael Falch                      | 3:49   |
| 2.  | "Derfra til evigheden"               | Krebs        | Poul Krebs                         | 3:37   |
| 3.  | "Frit svævende (i et øjebliks dans)" | Falch        | Falch                              | 3:19   |
| 4.  | "Tomandshånd"                        | Falch, Krebs | Krebs                              | 4:03   |
| 5.  | "Uden dig"                           | Falch        | Falch                              | 4:21   |
| 6.  | "Casablanca"                         | Krebs        | Krebs, Lars Skjærbæk, Palle Hjorth | 3:47   |
| 7.  | "En drømmers by"                     | Falch        | Falch                              | 4:25   |
| 8.  | "Sko til folk"                       | Krebs        | Krebs                              | 3:51   |
| 9.  | "1502 2015 (historien gentager sig)" | Falch        | Falch                              | 3:04   |
| 10. | "Det er op til dig"                  | Krebs        | Krebs                              | 3:42   |
| 11. | "Ved du det godt?"                   | Falch, Krebs | Skjærbæk                           | 3:09   |

## Hitliste

### Ugentlige hitlister
| Hitliste (2015)        | Højeste placering |
| ---------------------- | ----------------- |
| Danmark (Album Top-40) | 3                 |

### Årslister
| Hitliste (2015) | Placering |
| --------------- | --------- |
| Danmark         | 11        |